# CREDO (часопис)
CREDO (Кредо, укр. Вірую) — католицька онлайн-платформа - суспільно-релігійний часопис, також канал на YouТube, онлайн-телебачення та додаток для смартфонів, які висвітлюють питання віри в сучасному світі, й розрахований на читачів, які хочуть жити свідомою вірою. Офіс знаходиться в м.Вінниця. Директор - о.Микола Мишовський. CREDO висвітлює життя Католицької Церкви Західного та Східного обряду в Україні та світі, послання і проповіді Папи та єпископів, ознайомлює із позицією Церкви стосовно різних питань, тенденцій та явищ. Також знайомить вірних з різними молитвами, біографіями, життєписом святих і т.п.
Існує завдяки благодійним пожертвам читачів та глядачів. 

## Історія
Видання CREDO було засноване на початку дев’яностих в середовищі вінницьких студентів-католиків на чолі з В’ячеславом Брамським, який став першим редактором видання. За мету ставилася євангелізація та наближення католицизму тим, хто про нього не знає або знає мало. У 1992 році CREDO було зареєстроване як всеукраїнське видання. Випускати часопис допомагали різні священники. У 1993 році часопис вийшов у кольоровому друку.  
З 2002 року випуск CREDO було призупинено. З 2006 року канцлер Кам'янець-Подільської дієцезії о. Віталій Воскобойнік відновив видання часопису на дієцезіяльному рівні у вигляді невеликої брошури на тисячу примірників.
З кінця 2008 року видання пройшло етап ребрендінгу під керівництвом о. Миколи Мишовського, який для цього отримав освіту медійника в Люблінському католицькому університеті. Гаслом видання стала фраза «Думати – не боляче, вірити – не страшно». У результаті праці нової команди у 2009 році виникла інтернет версія видання, яка через кілька років замінила друкований журнал. Головною редакторкою інтернет-видання стала журналістка Юлія Завадська. Також з 2010 року редакція записує подкасти. Поступово з'явились версія на польській мові, канал на YouТube та онлайн-телебачення CREDO24, яке можна дивитися на сайті або в додатку.  
Станом на 2019 рік інтернет часопис мав аудиторію 11 тисяч підписників.
У лютому 2025 року канал на YouТube має 65 тисяч підписників.

## Структура
Друковане видання складалось із рубрик: «Він і вона», «Церква», «Думка з приводу», «Біоетика», «Духовний фітнес», «Життя Словом», «Зблизька», «Звичаї та віра», «Зворотний зв'язок», «Мова про мову», «Мандри», «COOLтура», «CREDOпсихолог», «Свідчення», «Слово редактора», «Читанка до кави» та «Між іншим». 
Інтернет-видання складається з рубрик - Новини, Публікації, Духовність, Молитовник, Літургія, Навігатор, кожна з яких в свою чергу розбита на підрозділи. Видання знайомить з Літургійним календарем РКЦ та УГКЦ, блогами, має рубрики Зворотній зв'язок та Підказати новину.
На YouTube каналі «CREDO» виходила щотижнева відео-рубрика «Вечірні роздуми». Пізніше з'явилася програма "Вечірній чай", в якій о.Микола Мишовський відповідає на питання глядачів, освітлює різноманітні теми, які хвилюють суспільство. У рубриці "Пояснення Біблії" беруть участь біблеїсти, які знайомлять слухачів з різними розділами Святого письма. Також виходять записи та онлайн-трансляції молитов, читання з Євангелія, проповіді, інтерв'ю з священниками, богопосвяченими особами, онлайн-стріми, роздуми над різноманітними питаннями, які хвилюють людей. У програмі "Людям не треба цього знати" обговорюються новини Католицької церкви.